# Michael Doleac
Michael Scott Doleac (San Antonio, Texas; 15 de junio de 1977) es un exjugador de baloncesto estadounidense que disputó 10 temporadas en la NBA. Mide 2,11 metros, y jugaba en la posición de pívot.

## Trayectoria deportiva

### Universidad
Jugó entre 1994 y 1998 con los Utes de la Universidad de Utah, y en ese periodo de tiempo promedió 11,6 puntos y 6,8 rebotes por partido. Terminó su paso por la universidad figurando entre los diez mejores de Utah en anotación (10.º, con 1.519 puntos), rebotes (8.º con 886) y tiros libres anotados (4.º con 472).

### Profesional
Fue elegido en el puesto 12 de la primera ronda del Draft de la NBA de 1998 por Orlando Magic. Por todos los equipos por los que ha pasado ha desempeñado un papel secundario, dando minutos de descanso a los pívots titulares. Permaneció 3 temporadas en Florida, para posteriormente fichar por Cleveland Cavaliers, donde sólo estuvo un año. Tras pasar por Nueva York y Denver, recaló tres temporadas en Miami Heat, jugando los minutos que le dejaban sus compañeros de equipo Shaquille O'Neal y Alonzo Mourning.
En octubre de 2007 fue traspasado a Minnesota Timberwolves junto con Antoine Walker, Wayne Simien y una primera ronda de draft por Ricky Davis y Mark Blount.

## Estadísticas

### Temporada regular
| Año     | Equipo    | PJ  | PT | MPP  | %TC  | %3P  | %TL  | RPP | APP | ROB | TPP | PPP |
| ------- | --------- | --- | -- | ---- | ---- | ---- | ---- | --- | --- | --- | --- | --- |
| 1998–99 | Orlando   | 49  | 0  | 15.9 | .468 | .000 | .675 | 3.0 | .4  | .4  | .3  | 6.2 |
| 1999–00 | Orlando   | 81  | 29 | 16.5 | .452 | .500 | .842 | 4.1 | .8  | .4  | .4  | 7.0 |
| 2000–01 | Orlando   | 77  | 21 | 18.2 | .417 | .000 | .847 | 3.5 | .8  | .5  | .5  | 6.4 |
| 2001–02 | Cleveland | 42  | 15 | 16.8 | .417 | .000 | .826 | 4.0 | .6  | .4  | .3  | 4.6 |
| 2002–03 | New York  | 75  | 0  | 13.9 | .426 | .000 | .783 | 2.9 | .6  | .2  | .2  | 4.4 |
| 2003–04 | New York  | 46  | 0  | 14.9 | .444 | .000 | .861 | 4.1 | .7  | .4  | .6  | 5.0 |
| 2003–04 | Denver    | 26  | 0  | 13.2 | .412 | .000 | .875 | 2.9 | .5  | .2  | .2  | 3.6 |
| 2004–05 | Miami     | 80  | 8  | 14.7 | .447 | .000 | .610 | 3.2 | .6  | .3  | .3  | 4.0 |
| 2005–06 | Miami     | 31  | 3  | 12.0 | .420 | .000 | .800 | 2.7 | .3  | .3  | .2  | 3.2 |
| 2006–07 | Miami     | 56  | 0  | 12.5 | .469 | .000 | .878 | 2.8 | .4  | .3  | .3  | 3.6 |
| 2007–08 | Minnesota | 24  | 8  | 10.7 | .444 | .000 | .500 | 2.0 | .3  | .4  | .4  | 2.4 |
| Total   |           | 587 | 84 | 15.0 | .439 | .125 | .791 | 3.3 | .6  | .3  | .3  | 4.9 |

### Playoffs
| Año     | Equipo  | PJ | PT | MPP  | %TC  | %3P  | %TL   | RPP | APP | ROB | TPP | PPP |
| ------- | ------- | -- | -- | ---- | ---- | ---- | ----- | --- | --- | --- | --- | --- |
| 1998–99 | Orlando | 4  | 0  | 10.8 | .278 | .000 | .778  | 3.0 | .0  | .0  | .2  | 4.3 |
| 2000–01 | Orlando | 4  | 0  | 11.3 | .375 | .000 | .000  | 3.5 | .3  | .8  | .0  | 3.0 |
| 2003–04 | Denver  | 5  | 0  | 9.8  | .500 | .000 | .000  | 1.4 | .6  | .0  | .0  | 2.0 |
| 2004–05 | Miami   | 9  | 0  | 7.2  | .438 | .000 | 1.000 | 1.6 | .0  | .1  | .1  | 1.8 |
| 2005–06 | Miami   | 8  | 0  | 9.0  | .538 | .000 | 1.000 | 2.8 | .0  | .1  | .0  | 2.0 |
| 2006–07 | Miami   | 1  | 0  | 1.0  | .000 | .000 | .000  | .0  | .0  | .0  | .0  | .0  |
| Total   |         | 31 | 0  | 8.9  | .411 | .000 | .846  | 2.2 | .1  | .2  | .1  | 2.3 |

## Logros personales
- Elegido en el 2.º mejor quinteto de rookies en 1999.
- Campeón de la NBA con Miami Heat en 2006.